# Duro Felguera
Duro Felguera, S.A. (DF) es un grupo empresarial internacional con sede social en el Parque Científico Tecnológico de Gijón (Asturias) España, especializado en la ejecución de proyectos llave en mano para los sectores energético, industrial y de Oil & Gas; la prestación de servicios especializados para la industria y la fabricación de bienes de equipo. Sus orígenes se remontan a la Fábrica de La Felguera, fundada en 1858 por Pedro Duro.

## Historia

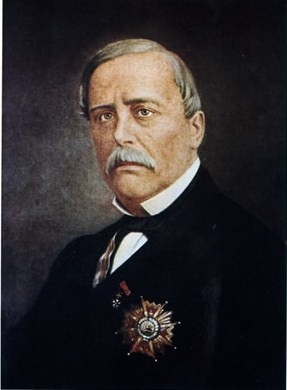
Pedro Duro fue el fundador de Duro Felguera.

### Inicios
En 1858, Pedro Duro Benito crea la empresa Sociedad Metalúrgica de Langreo, más tarde Duro y Compañía, en La Felguera (Asturias) aprovechando los ricos recursos de la zona (carbón, agua, transporte, etc.). Estaba dedicada a la producción siderúrgica y la extracción de carbón. La compañía se convierte a finales del siglo XIX en la principal siderurgia española.

### Hegemonía
En 1900 Duro y Compañía se transforma en la Sociedad Metalúrgica Duro-Felguera, S.A. y en 1902 sale a la Bolsa de valores. En 1920 es la mayor empresa carbonera española. Las décadas de 1940 y 1950 son de bonanza para la minería y la compañía dominará el mercado siderúrgico español junto a Altos Hornos de Vizcaya hasta aproximadamente 1960. En la década de 1960 se inicia un proceso de reestructuración minera e industrial en España. En 1961 se crea la Unión de Siderúrgicas Asturianas (Uninsa), formada por Duro Felguera, Fábrica de Mieres y la Fábrica de la Sociedad Industrial Asturiana, a la que traspasan su negocio siderúrgico en 1966. Uninsa acabaría integrándose posteriormente en la Empresa Nacional Siderúrgica. Con respecto a la minería del carbón, en 1967 Duro Felguera y otras empresas mineras transfieren su patrimonio a la empresa pública Hunosa.

### Reconversión

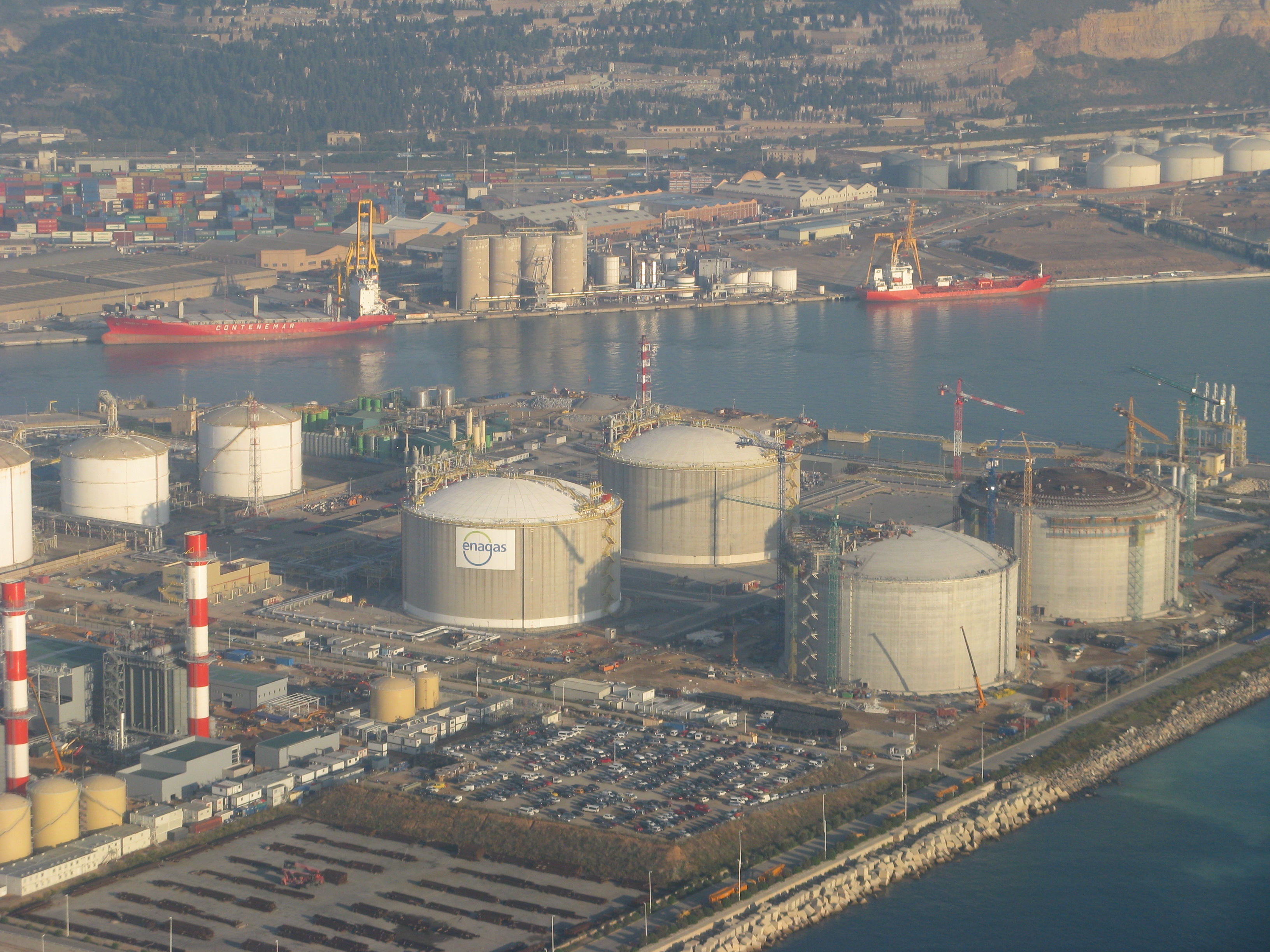
Regasificadora del Puerto de Barcelona, construida por Duro Felguera para Enagás.

A partir de entonces la compañía, liderada por D. Dimas Menéndez Magdalena (director general y consejero delegado durante varios años), cambia su orientación y se dedica a la producción de bienes de equipo, potenciando sus talleres y desprendiéndose de forma progresiva de las empresas no relacionadas directamente con la actividad de fabricación. En la década de 1980 Duro Felguera vuelve a cambiar su modelo de negocio y se centra en la ejecución de proyectos "llave en mano" para el sector energético y la industria y la fabricación de bienes de equipo, extendiéndose por buena parte del mundo. En 1991 la empresa cambia su nombre a Grupo Duro Felguera, S.A. y en 2001 lo vuelve a hacer pasando a denominarse Duro Felguera, S.A.

### Langreo
A partir de 2008, la empresa lleva a cabo un plan para la concentración de sus sedes asturianas en Gijón y Llanera, trasladando empleados desde su primitivo origen decimonónico, Langreo, después de recibir 5 millones de las ayudas del Instituto para la Reestructuración de la Minería del Carbón y Desarrollo Alternativo de las Comarcas Mineras, conocidas como Fondos Mineros, por estar en este municipio, el cual nombró a Duro Felguera Langreano de honor en 2004. Finalmente, en 2013, anuncia el cierre o traslado del resto de sus plantas en Langreo, pasando en un lustro de 600 empleos a cero. Ante las críticas de instituciones y asociaciones culturales de la zona, como el Círculo Aeronáutico Jesús Fernández Duro, que recupera la memoria de uno de los nietos de Pedro Duro, la empresa retira los locales donados a la misma. Además Duro mantuvo un largo conflicto con el ayuntamiento a causa del recinto cultural de los Talleres del Conde.

### Nacionalización y rescate
En octubre de 2020, la presidenta del Consejo de Administración de Duro Felguera, Rosa Aza, confirmaba el inicio de las negociaciones con la Sociedad Estatal de Participaciones Industriales (SEPI) para que esta inyectase 100 millones de euros, de los cuales 70 millones serían aportados por el Fondo de Apoyo a la Solvencia de Empresas Estratégicas y los otros 30 millones servirían, mediante una ampliación de capital, para que la SEPI pudiera acceder a controlar el 40 por ciento del accionariado de la compañía. Finalmente el rescate se materializó en dos fases, con un primer desembolso de 40 millones de euros en abril de 2021 y una segunda línea de avales de 80 millones cerrada a finales de ese año, con una aportación total estatal de 120 millones.

### Inversión extranjera
En febrero de 2023 Duro Felguera y los inversores mexicanos Grupo Prodi y Mota-Engil México acordaron préstamos por valor de 90 millones de euros para inyectar liquidez en la compañía española e impulsar su plan de negocio. En octubre desembolsaron los primeros 30 millones y en diciembre, los otros 60 millones. Se acordó que los préstamos se devolverían y capitalizarían con ampliaciones de capital, tras lo que los inversores mexicanos tomaron el control de Duro Felguera con el 54,66% del capital.

### Desinversiones
En marzo de 2025 se anunció la venta de DF Calderería Pesada, S.A. a Indra Sistemas.

## Empresas y localización

### España

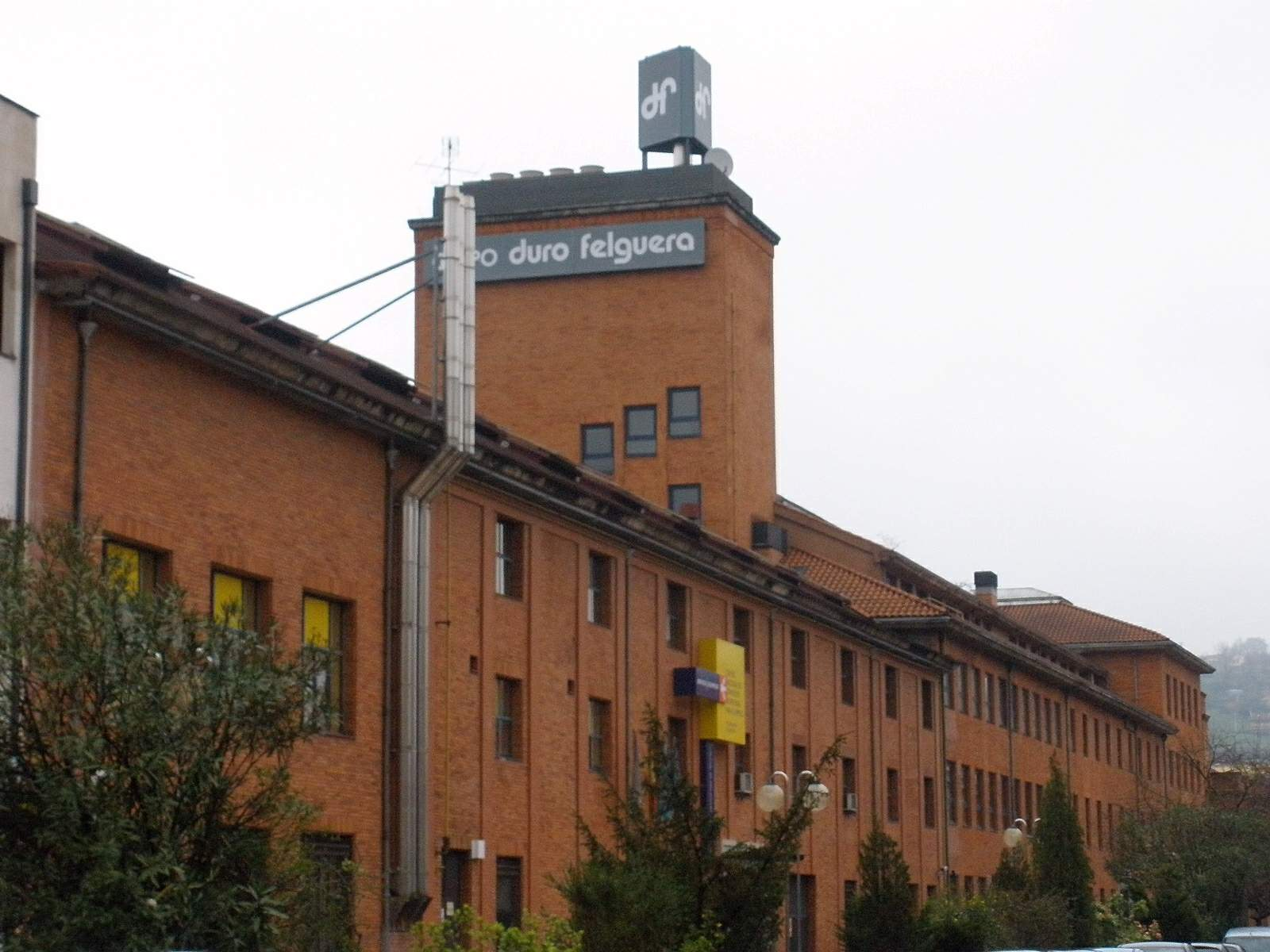
Antiguas instalaciones en La Felguera (Langreo).

| Empresa                             | Sede        |
| Duro Felguera S.A.                  | Gijón       |
| DF Energy                           | Gijón       |
| DF Calderería Pesada, S.A.          | Gijón       |
| DF Mining & Handling                | Gijón       |
| DF Mompresa, S.A.                   | Gijón       |
| DF Services                         | Gijón       |
| DF Oil & Gas                        | Madrid      |
| Felguera-IHI                        | Madrid      |
| DF EPICOM                           | Madrid      |
| Felguera Tecnologías de Información | Llanera     |
| Duro Felguera Archivo Histórico     | La Felguera |

### Extranjero
- Duro Felguera México (México DF)
- Proyectos e Ingeniería PICOR (México DF)
- Felguera Parques y Minas S.A. Venezuela (Puerto Ordaz)
- Turbogeneradores de Perú (Lima)
- Oficina en Tokio (Japón)
- Felguera grúas y almacenaje S.A. Andhra Pradesh (India)
- Duro Felguera Argelia, S.A. (Argel)